# USS Osterhaus (DE-164)
USS Osterhaus (DE-164) là một tàu hộ tống khu trục lớp Cannon từng phục vụ cùng Hải quân Hoa Kỳ trong Chiến tranh Thế giới thứ hai. Nó là chiếc tàu chiến duy nhất của Hải quân Hoa Kỳ được đặt cái tên này, theo tên Chuẩn đô đốc Hugo Osterhaus (1851-1927), người từng tham gia Chiến tranh Thế giới thứ nhất và được tặng thưởng Huân chương Chữ thập Hải quân. Nó đã phục vụ cho đến khi chiến tranh kết thúc, xuất biên chế năm 1946, rồi rút đăng bạ năm 1972 và bị bán để tháo dỡ hai năm sau đó. Osterhaus được tặng thưởng ba Ngôi sao Chiến trận do thành tích phục vụ trong Thế Chiến II.

## Thiết kế và chế tạo
Lớp Cannon có thiết kế hầu như tương tự với lớp Buckley dẫn trước; khác biệt chủ yếu là ở hệ thống động lực Kiểu DET (diesel electric tandem). Các động cơ diesel đặt nối tiếp nhau dẫn động máy phát điện để cung cấp điện năng quay trục chân vịt cho con tàu. Động cơ diesel có ưu thế về hiệu suất sử dụng nhiên liệu, giúp cho lớp Cannon cải thiện được tầm xa hoạt động, nhưng đánh đổi lấy tốc độ chậm hơn.
Vũ khí trang bị bao gồm ba pháo 3 in (76 mm)/50 cal trên tháp pháo nòng đơn có thể đối hạm hoặc phòng không, một khẩu đội pháo phòng không Bofors 40 mm nòng đôi và tám pháo phòng không Oerlikon 20 mm. Vũ khí chống ngầm bao gồm một dàn súng cối chống tàu ngầm Hedgehog Mk. 10 (có 24 nòng và mang theo 144 quả đạn); hai đường ray Mk. 9 và tám máy phóng K3 Mk. 6 để thả mìn sâu. Con tàu vẫn giữ lại ba ống phóng ngư lôi Mark 15 21 inch (533 mm). Thủy thủ đoàn đầy đủ bao gồm 15 sĩ quan và 201 thủy thủ.
Osterhaus được đặt lườn tại xưởng tàu của hãng Federal Shipbuilding and Drydock Company ở Newark, New Jersey vào ngày 11 tháng 11, 1942. Nó được hạ thủy vào ngày 18 tháng 4, 1943, được đỡ đầu bởi cô Helen Osterhaus, và nhập biên chế cùng Hải quân Hoa Kỳ vào ngày 12 tháng 6, 1943 dưới quyền chỉ huy của Hạm trưởng, Trung tá Hải quân Rowland Haverstick Groff.

## Lịch sử hoạt động

### 1943
Sau khi hoàn tất việc chạy thử máy huấn luyện tại khu vực Bermuda, Osterhaus khởi hành từ New York vào ngày 21 tháng 8, 1943 để hướng sang khu vực Mặt trận Thái Bình Dương, băng qua kênh đào Panama và đi đến Espiritu Santo thuộc quần đảo New Hebrides. Lại lên đường vào ngày 3 tháng 10, nó thực hiện nhiều chuyến hộ tống vận tải từ các căn cứ tiền phương tại New Hebrides và New Caledonia đến các mặt trận trong suốt khu vực quần đảo Solomon.
Đang khi tuần tra ngoài khơi bãi biển Kola Point, Guadalcanal vào sáng sớm ngày 11 tháng 10, hai máy bay đối phương đã bất ngờ tiếp cận ở độ cao thấp để tấn công bằng ngư lôi, đánh trúng hai chiếc tàu buôn SS George Bliss và SS John H. Couch. Osterhaus đã cùng với tàu hộ tống khu trục Bebas (DE-10) đi đến trợ giúp cho John H. Couch đang bốc cháy, gửi các đội dập lửa và cứu nạn sang chiếc tàu buôn và phải nỗ lực trong suốt hai ngày trước khi kiểm soát được hỏa hoạn.

### 1944
Trong những tháng tiếp theo, Osterhaus tiếp tục hộ tống các đoàn tàu chuyển binh lính và tiếp liệu từ các căn cứ tiền phương đến Guadalcanal và đảo Bougainville thuộc quần đảo Solomon, xen kẻ với những lượt tuần tra chống tàu ngầm tại khu vực Guadalcanal và quần đảo Fiji. Con tàu đã tham gia đợt tổng dượt thực hành đổ bộ nhằm chuẩn bị cho việc đổ bộ lên quần đảo Mariana, rồi khởi hành từ Guadalcanal vào ngày 12 tháng 6, 1944 trong thành phần hộ tống một đoàn tàu chở quân chuyển lực lượng chiếm đóng đến Eniwetok thuộc quần đảo Marshall. Đến nơi vào ngày 18 tháng 6, nó lại ra khơi vào ngày hôm sau để đi đến một khu vực hỗ trợ tiếp liệu về phía Đông Saipan. Nó hoạt động tuần tra chống tàu ngầm tại khu vực để bảo vệ cho các tàu chở dầu, khi chúng tiếp nhiên liệu cho tàu chiến thuộc Đệ Ngũ hạm đội đang tham gia Chiến dịch quần đảo Mariana.
Vào ngày 23 tháng 7, Osterhaus khởi hành từ Eniwetok trong thành phần hộ tống một đoàn tàu vận tải, và cho đổ bộ lực lượng lên Guam vào ngày 29 tháng 7. Nó tuần tra bảo vệ các tàu vận tải tại khu vực vận chuyển cho đến chiều tối ngày hôm sau, khi cùng với Đội hộ tống 11 hộ tống một đơn vị đặc nhiệm các tàu vận tải quay trở lại Eniwetok. Con tàu rời Eniwetok vào ngày 20 tháng 8 để chuyển căn cứ hoạt động đến Seeadler Harbor, Manus thuộc quần đảo Admiralty. Trong vai trò soái hạm của Đội hộ tống 11, nó rời Manus vào ngày 6 tháng 9 để tháp tùng bảo vệ cho ba tàu sân bay hộ tống cùng một số tàu tiếp dầu hạm đội đi đến gặp gỡ Lực lượng Đặc nhiệm 38, lực lượng tàu sân bay nhanh trực thuộc Đệ Tam hạm đội. Đi đến điểm hẹn vào ngày 11 tháng 9, các tàu sân bay hộ tống chuyển giao máy bay thay thế trong khi hạm đội được tiếp nhiên liệu và đạn dược nhằm chuẩn bị cho chiến dịch đổ bộ lên phía Tây quần đảo Caroline.
Nhiệm vụ hộ tống bảo vệ cho các tàu tiếp liệu từ căn cứ Seeadler Harbor được Osterhaus kéo dài sang Chiến dịch giải phóng Philippines cho đến ngày 20 tháng 11, khi nó rời cảng này để quay trở về vùng bờ Tây Hoa Kỳ ngang qua quần đảo Hawaii. Về đến San Francisco vào ngày 13 tháng 12, nó di chuyển đến khu vực Los Angeles để được đại tu tại Xưởng hải quân Long Beach Naval ở San Pedro, California.

### 1945
Sau khi rời xưởng tàu, Osterhaus đi đến Trân Châu Cảng vào ngày 23 tháng 4, 1945, nơi nó được phân công hộ tống một đoàn tàu vận tải đi ngang qua khu vực Marshall để hướng đến Ulithi thuộc quần đảo Caroline. Sau khi đến nơi vào ngày 9 tháng 6, trong thời gian còn lại của cuộc chiến tranh, nó làm nhiệm vụ hộ tống các đoàn tàu vận tải đi lại giữa Ulithi, Mariana và Marshall. Sau khi Nhật Bản đã chấp nhận đầu hàng vào ngày 15 tháng 8 giúp kết thúc cuộc xung đột, nó rời Kwajalein vào ngày 16 tháng 9 để cùng Đội hộ tống 11 quay trở về vùng bờ Đông Hoa Kỳ ngang qua Trân Châu Cảng, San Diego, kênh đào Panama. Tại New York, con tàu tiếp đón khách thăm quan nhân lễ hội ngày Hải quân 27 tháng 10.
Osterhaus đi đến Jacksonville, Florida vào ngày 29 tháng 11, rồi tiếp tục được điều đến Green Cove Springs, Florida, nơi nó được đưa về thành phần dự bị thuộc Hạm đội Dự bị Đại Tây Dương, và được cho xuất biên chế vào ngày 26 tháng 6, 1946. Nó bị bỏ không tại đây cho đến khi được rút tên khỏi danh sách Đăng bạ Hải quân vào ngày 1 tháng 11, 1972, và con tàu được bán để tháo dỡ vào ngày 30 tháng 5, 1974.

## Phần thưởng
Osterhaus được tặng thưởng ba Ngôi sao Chiến trận do thành tích phục vụ trong Thế Chiến II.
|                                         |  |  |
| Bronze star · Bronze star · Bronze star |  |  |

| Dãi băng Hoạt động Tác chiến (truy tặng)                                | Dãi băng Hoạt động Tác chiến (truy tặng) | Huân chương Chiến dịch Hoa Kỳ        | Huân chương Chiến dịch Hoa Kỳ                  |
| Huân chương Chiến dịch Châu Á-Thái Bình Dương với 3 Ngôi sao Chiến trận | Huân chương Chiến thắng Thế Chiến II     | Huân chương Chiến thắng Thế Chiến II | Huân chương Giải phóng Philippine (Philippine) |